# Jean-Baptiste Martenot
Pour les articles homonymes, voir Martenot.
Jean-Baptiste Martenot (26 juillet 1828 à Saint-Seine-l'Abbaye, Côte-d'Or, Bourgogne-Franche-Comté - 30 mars 1906 à Rennes) est un architecte de la ville de Rennes. Les Halles Martenot et la préfecture Martenot ont été nommées en son honneur. Il est un ancien élève de l’école des beaux-arts.

## Biographie
D’origine bourguignonne et modeste, il obtient une pension départementale pour faire ses études à l’École nationale des Beaux-Arts de Paris,, qu’il intègre en 1850, atelier de l'architecte Guillaume Abel Blouet. Il obtient le prix Muller-Sœhnée l'année suivante.
À 26 ans, Jean-Baptiste Martenot est nommé inspecteur du palais du Louvre.
En 1858, le maire de Rennes Ange de Léon le sollicite pour le poste d’architecte de la Ville de Rennes, poste qu’il occupera jusqu’en 1894.
Le 11 juillet 1882, il est nommé chevalier de la Légion d'honneur.
Sa tombe se trouve au cimetière du Nord, (section 1, rang 24, tombe 11), à Rennes. Celle-ci est ornée d'un médaillon en bronze, œuvre du graveur Gabriel Coquelin.

## Œuvres
En tant qu'architecte de la ville, il est à l'origine de nombreux bâtiments communaux de Rennes :
- des groupes scolaires, comme le lycée (aujourd'hui, collège-lycée Émile-Zola), où il utilise un style combiné de granite, tuffeau et brique[1] ;
- des marchés, parmi lesquels les deux pavillons des Halles Martenot, situés place des Lices, édifiés de 1868 à 1871, dans le même style que les anciennes Halles de Paris de Victor Baltard. Les halles de Rennes sont un des rares témoignages d’architecture métallique dans une ville construite principalement en bois et pierre ;
- le beffroi de l’hôtel de ville ;
- le palais du Commerce[5] ;
- la Caisse d'épargne (hôtel des Nétumières), avenue Janvier[6] ;
- la grille d'entrée[1], les serres et l'orangerie[7] du parc du Thabor ;
- l’École de médecine et la faculté des Sciences (aujourd'hui renommé hôtel Pasteur) ;
- l’église Saint-Aubin-en-Notre-Dame-de-Bonne-Nouvelle, place Sainte-Anne (1884-1904).

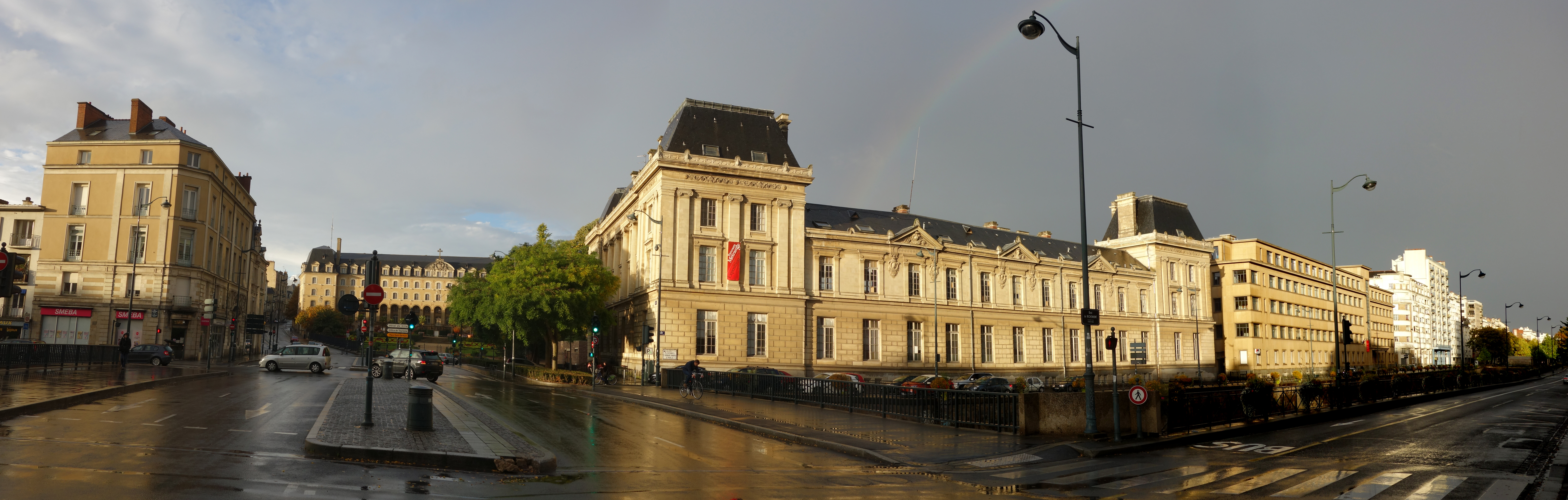
L'hôtel Pasteur, anciennement École de médecine et faculté des Sciences, en 2016.

Il dresse le plan général de viabilité, pour la canalisation de la ville en eau potable.
Jean-Baptiste Martenot eut aussi une abondante clientèle privée ; il est notamment l’auteur de nombreux
- hôtels particuliers : hôtel Claudet, hôtel Léofanti[8], hôtel des Nétumières (1870), hôtel de Léon…
- châteaux : château à Plénée-Jugon (attribué, vers 1860), château du Breil à Lourmais (1862), château de Bonnefontaine à Antrain, restauration château de Craffault (1899-1902) et galerie, pavillon aile Nord, (1902), à Plédran, Côtes-d’Armor).

Il construit pareillement des établissements industriels, dont l’Imprimerie Oberthür (1870).

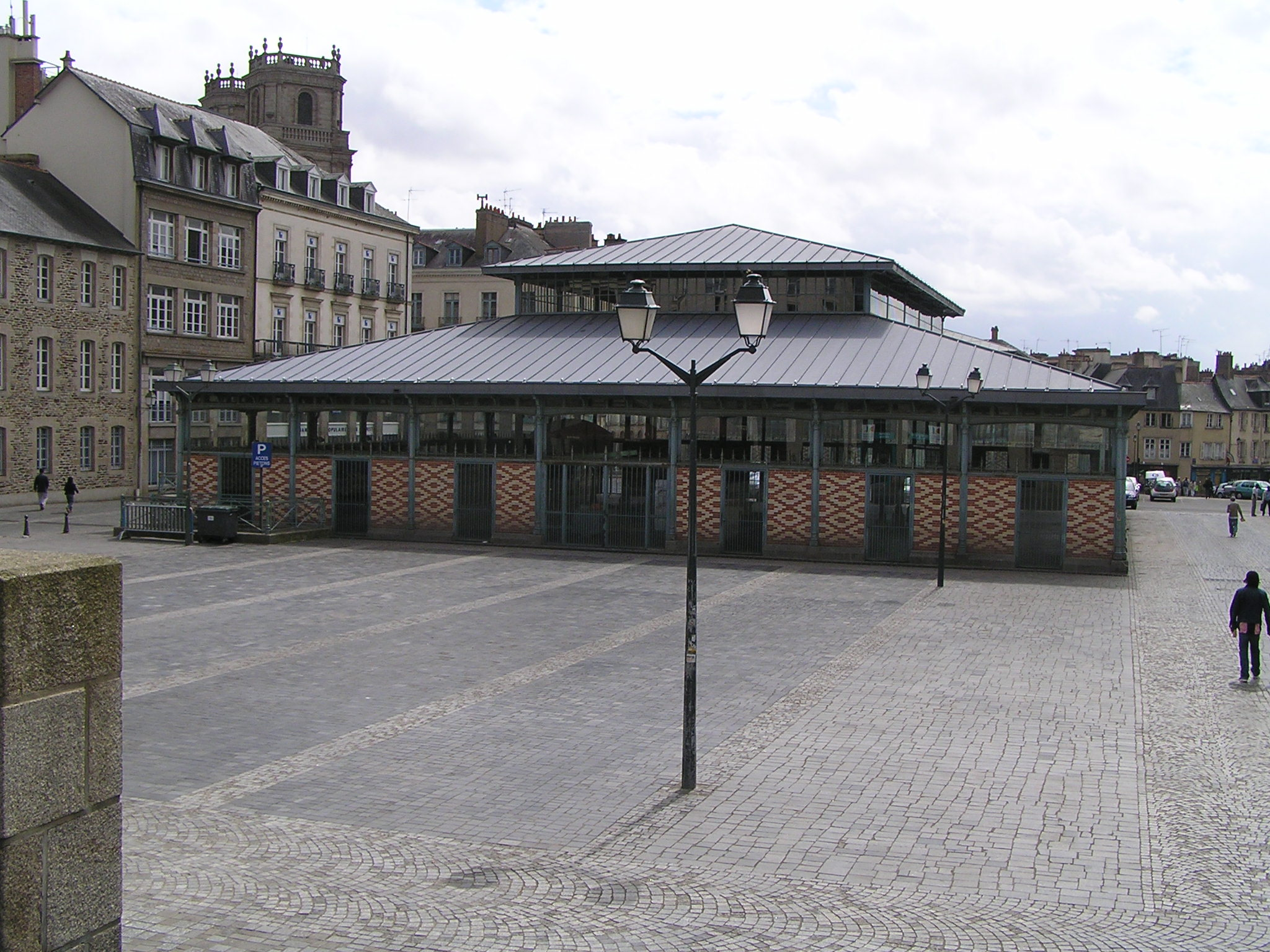
Un des deux pavillons des Halles Martenot, place des Lices.
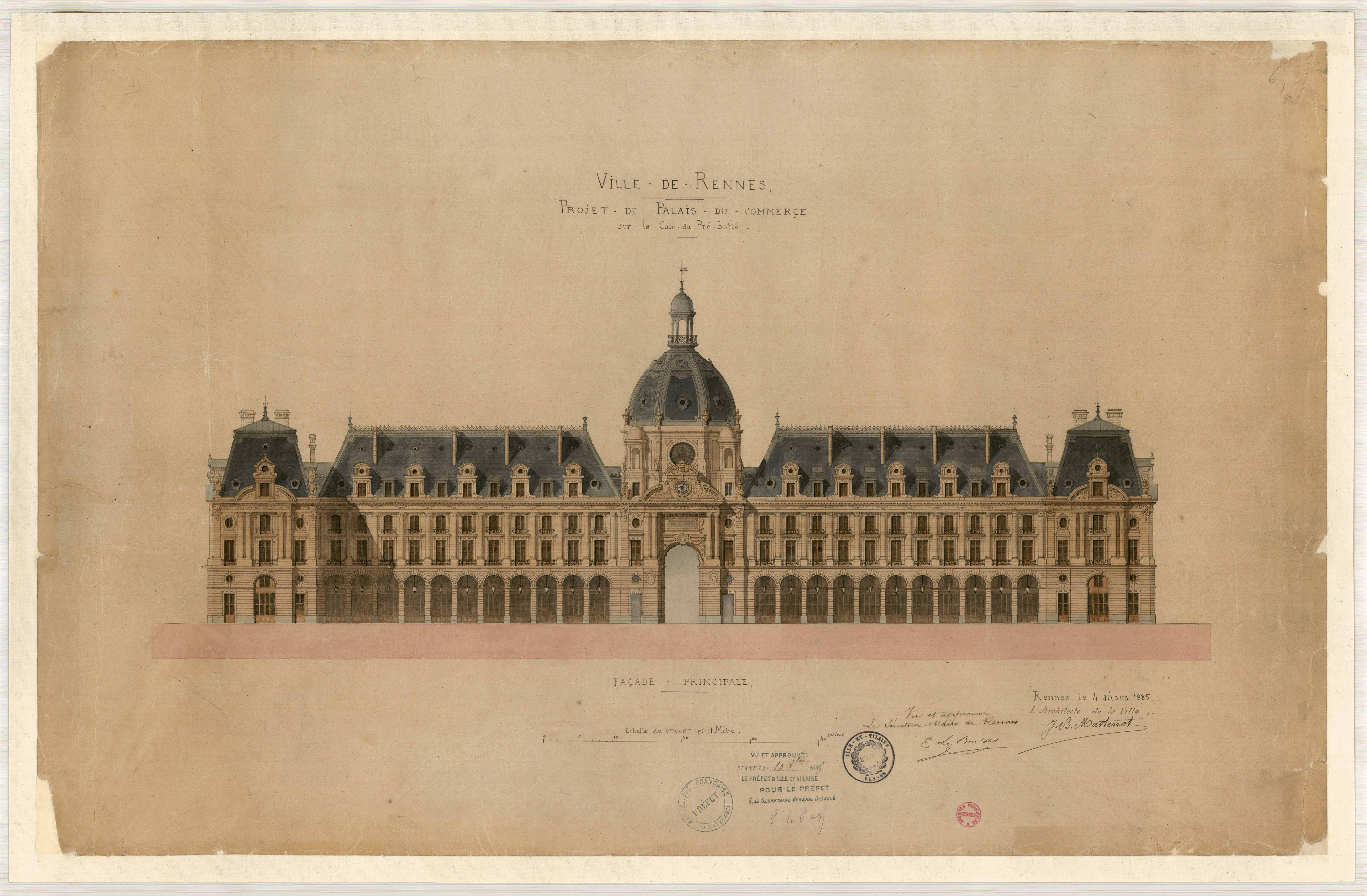
Projet de palais du commerce à Rennes.
École de médecine de Rennes.
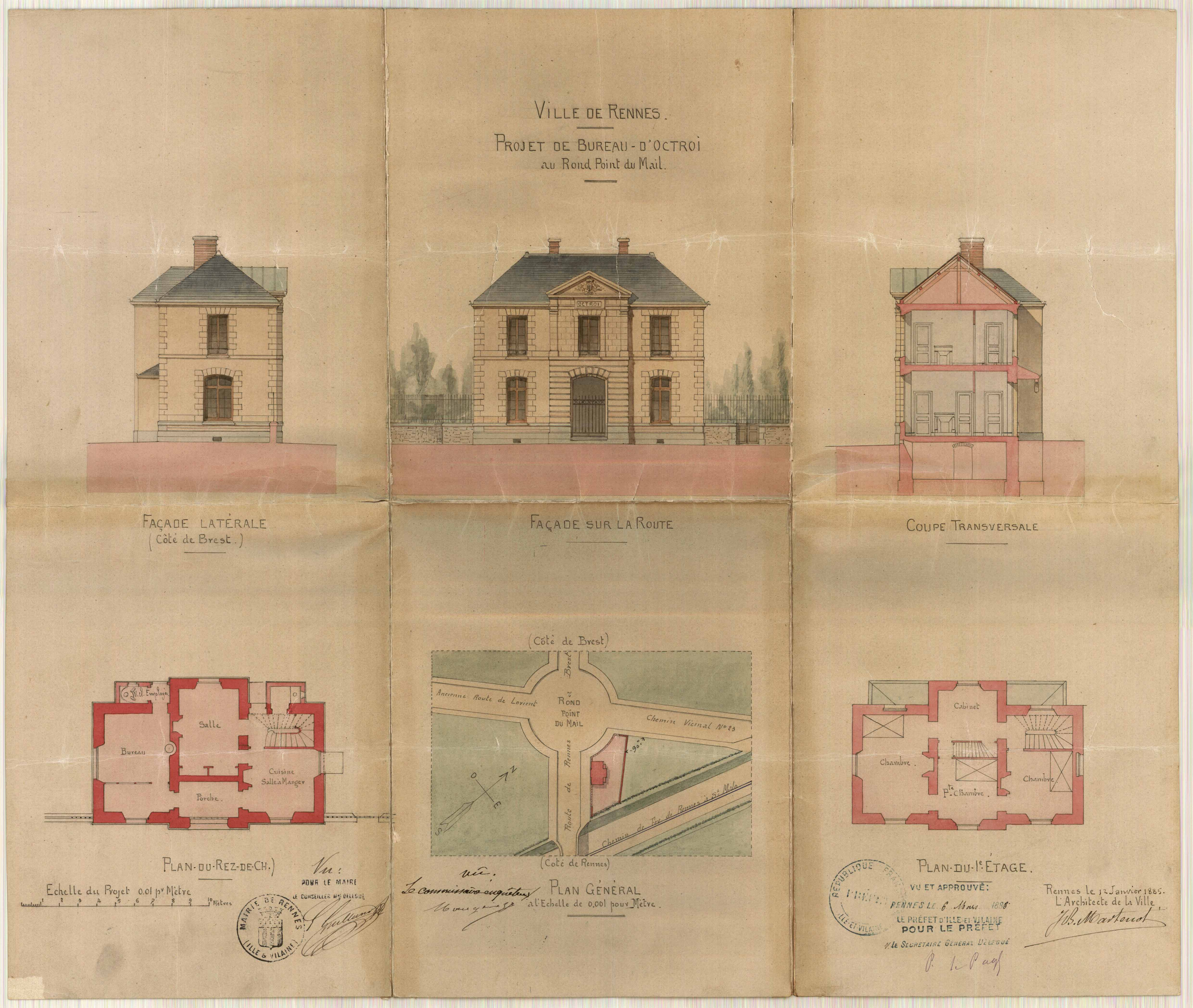
Projet d'octroi au Mail.
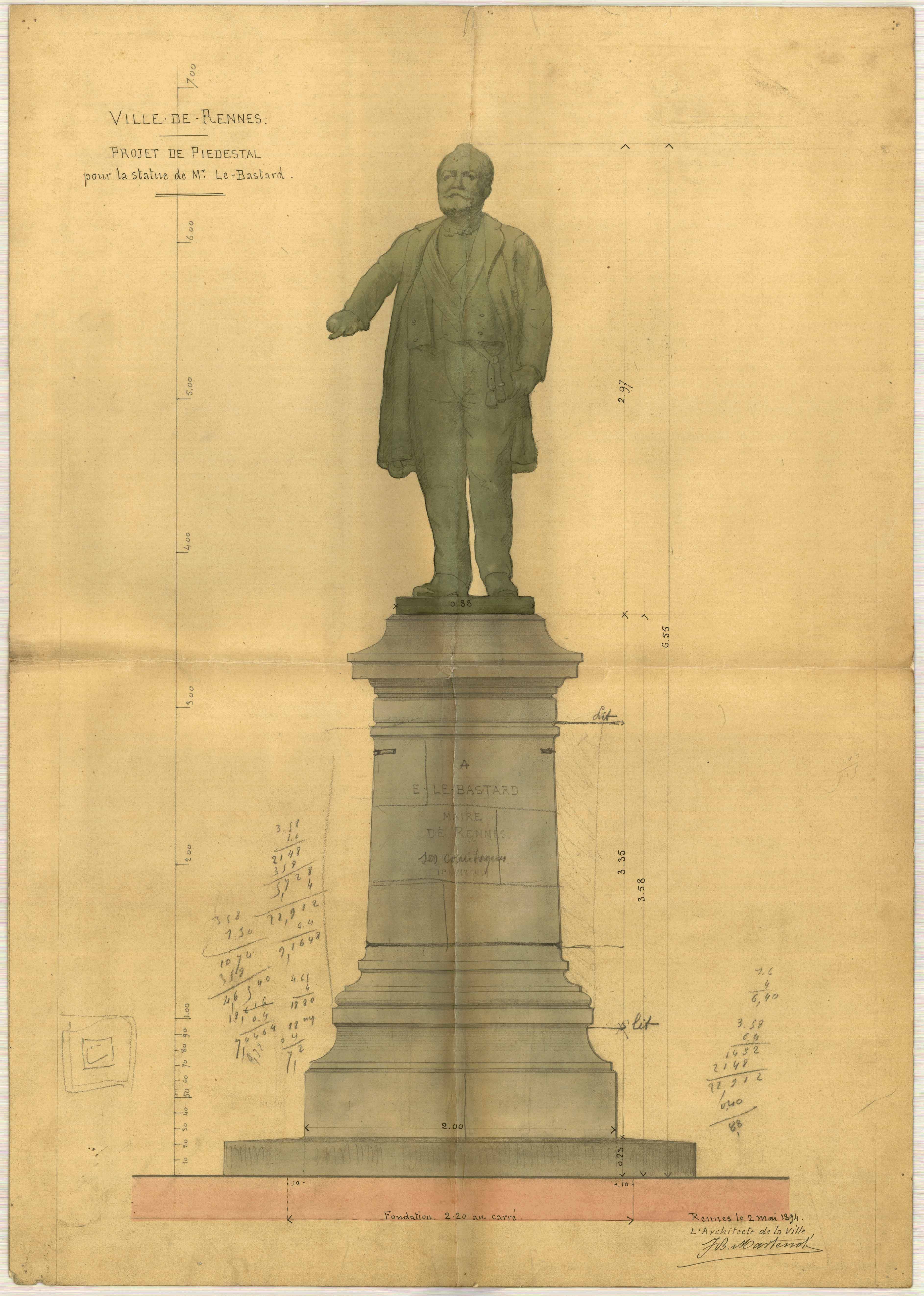
Statue d'Edgar Le Bastard.
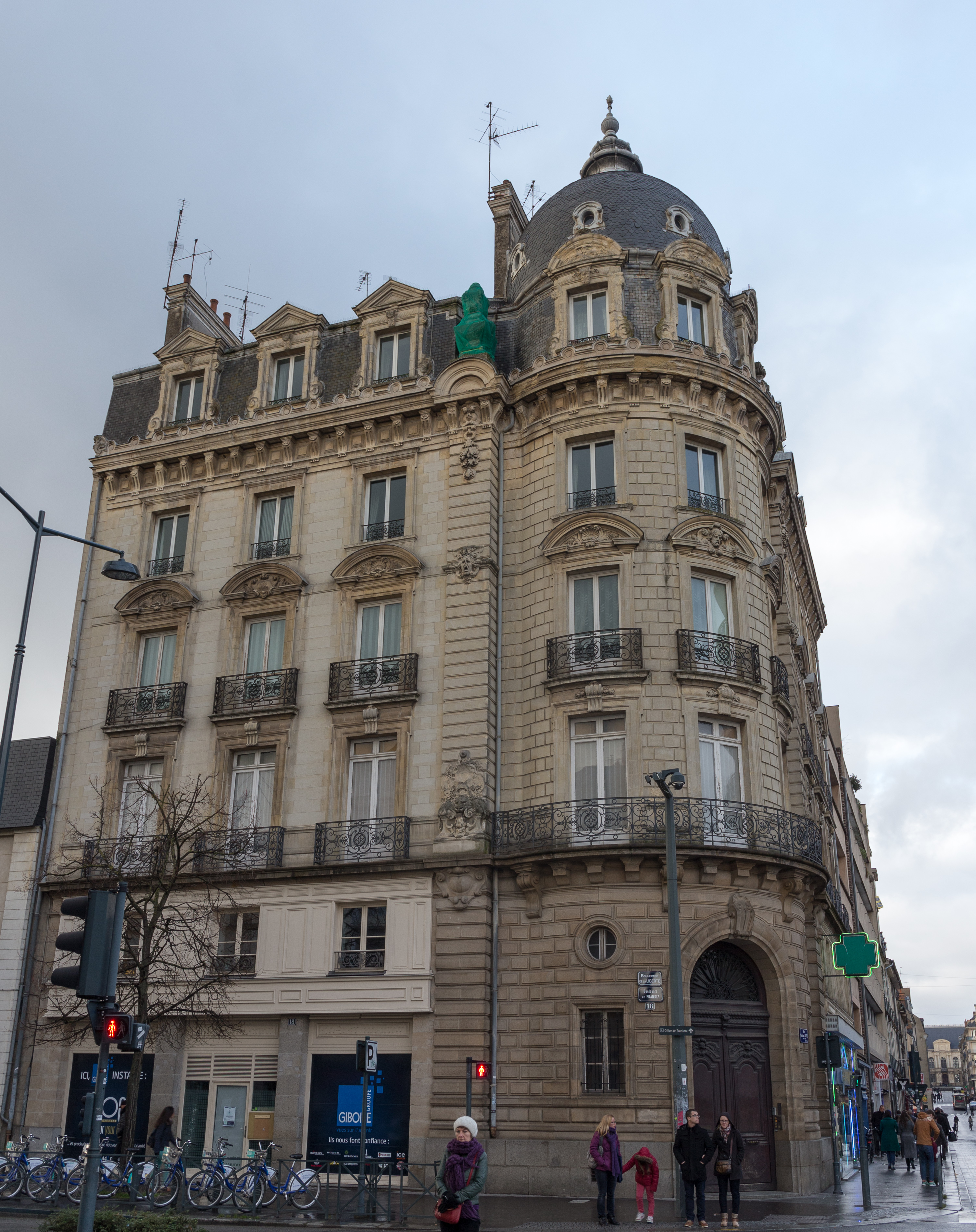
Hôtel Léofanti, 18 boulevard de la Liberté à Rennes.
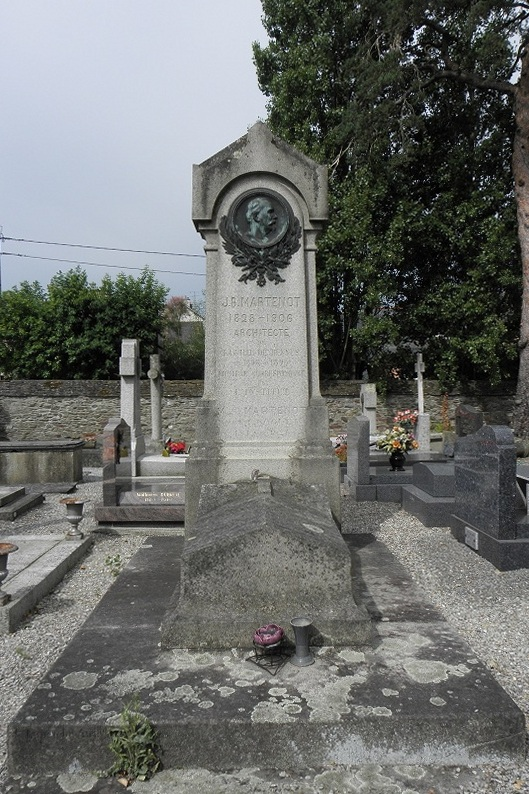
Tombe de Jean-Baptiste Martenot, au cimetière du Nord, à Rennes.